# Renacimiento inglés

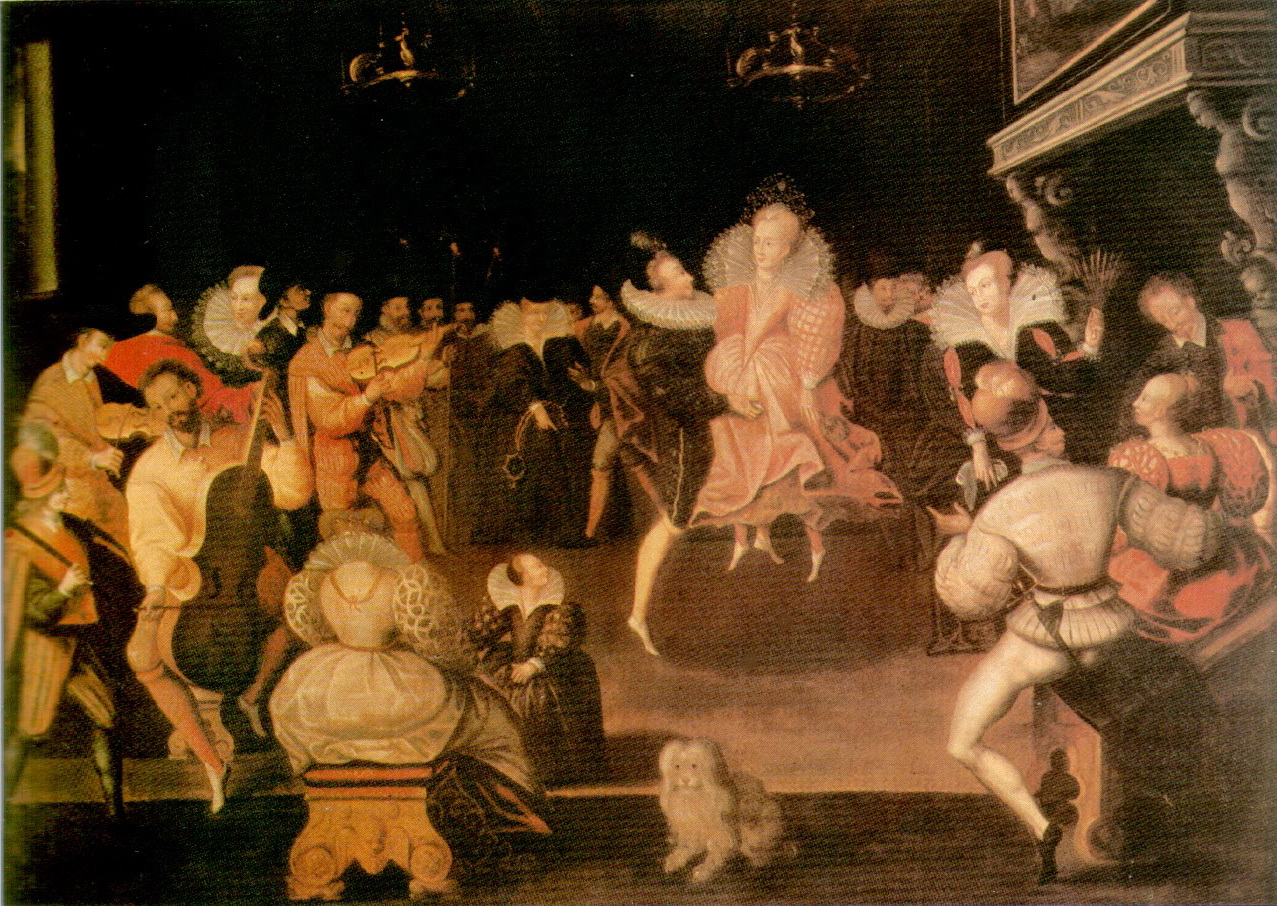
La reina Isabel bailando la volta con Robert Dudley, conde de Leicester, de un artista desconocido (se ha propuesto la autoría de Marcus Gheeraerts el Joven), ca. 1580.

Renacimiento inglés o en Inglaterra son denominaciones historiográficas para las personas de toda la comunidad y las producciones artísticas y culturales del Renacimiento en Inglaterra, en el periodo que va de finales del siglo XV a comienzos del siglo XVII. Como en el resto del Renacimiento nórdico, se produce como influencia del Renacimiento italiano y se desarrolla con un relativo retraso frente a este.
Convencionalmente se sitúa su comienzo en 1485, con el fin de la Guerra de las Dos Rosas (batalla de Bosworth) y el comienzo de la dinastía Tudor. Su culminación se sitúa en la era isabelina (segunda mitad del siglo XVI), continuando en las primeras décadas del siglo XVII.
Un rasgo diferencial del Renacimiento inglés frente al italiano es el predominio de la literatura y la música frente a las artes visuales; además de su posterior cronología (se desarrolla cuando en Italia ya se produce el Manierismo y la transición al Barroco).

## Literatura

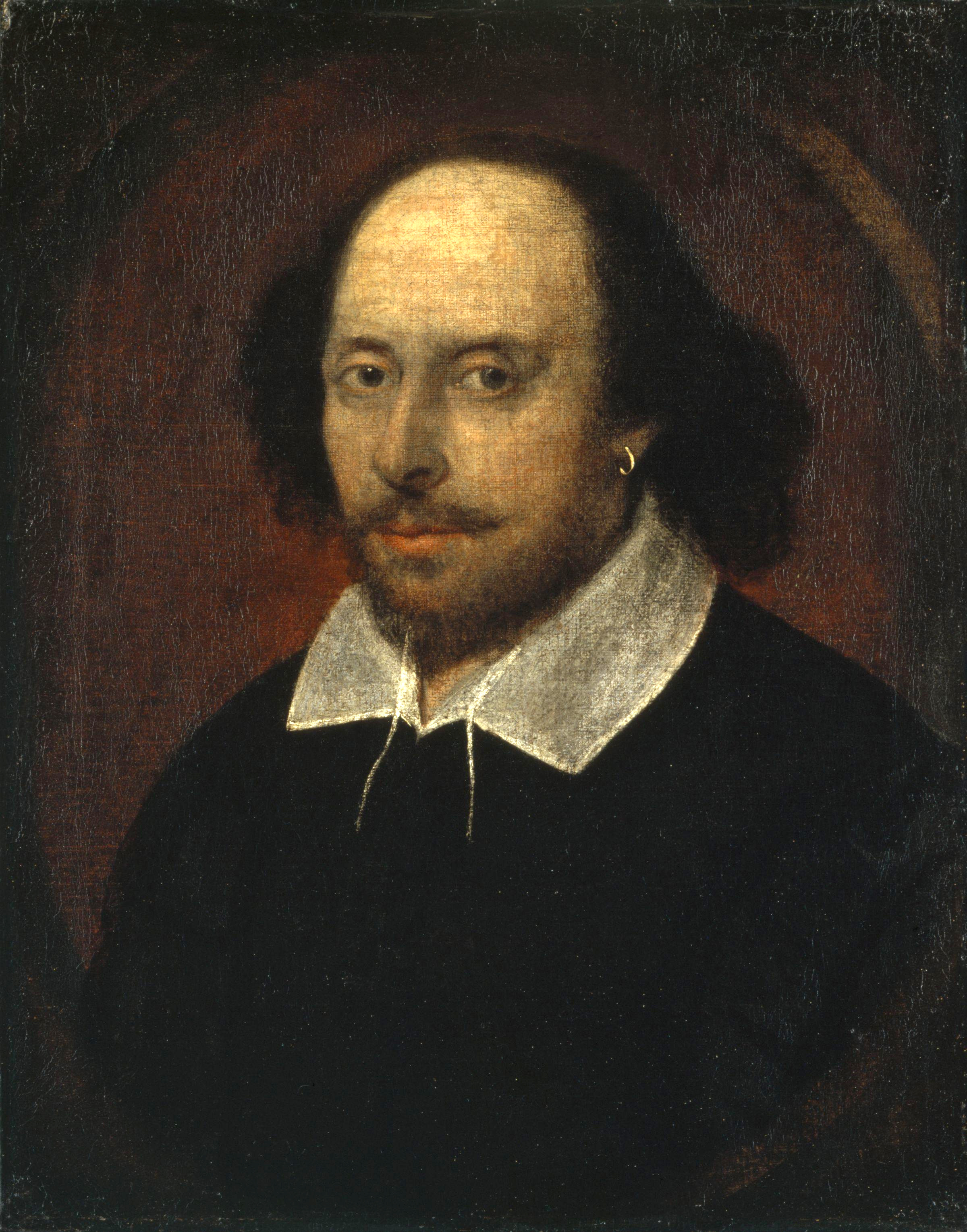
William Shakespeare, figura cumbre del Renacimiento inglés, retratado en el llamado "Retrato Chandos", de autenticidad no confirmada.

El aumento del uso de la lengua vernácula (el inglés) como lengua literaria (antes lo eran el latín y el francés) fue incrementándose gradualmente a medida que se desarrolló la imprenta en Inglaterra, hasta generalizarse a mediados del siglo XVI. Para la época de la literatura isabelina se había desarrollado una vigorosa cultura literaria inglesa, tanto en poesía como en teatro, con autores como Edmund Spenser, cuya épica The Faerie Queene tuvo una fuerte influencia en la literatura inglesa posterior, aunque ensombrecida por la lírica de William Shakespeare, Thomas Wyatt y otros. Normalmente, sus obras circulaban manuscritas hasta que se llevaban a la imprenta. El principal legado del periodo fue el teatro inglés del Renacimiento.
Las obras de este periodo se vieron afectados por la Reforma anglicana y la era de los descubrimientos, que se reflejaron en temas no religiosos las aventuras marítimas, como los naufragios reflejados en obras de Shakespeare.
La escena teatral, tanto en las escenas públicas como en la corte y en representaciones privadas, estuvo entre las más dinámicas de Europa, con autores de la talla de Christopher Marlowe, William Shakespeare y Ben Jonson. La propia reina Isabel era un producto del Humanismo renacentista, educada por Roger Ascham, y en ciertos momentos de su vida escribió poesía ocasional como On Monsieur's Departure. Toda la realeza Tudor recibió una esmerada educación, y también la mayor parte de la nobleza. La literatura italiana se seguía con avidez, estando entre las fuentes de la obra de Shakespeare.
A finales del siglo XV hubo un florecimiento de los estudios humanísticos, un nuevo tipo de escuela de gramática y nuevos libros de texto, que permitieron una rápida transición de la tradición medieval al Renacimiento (John Colet, William Lily, Thomas Linacre -De emendata structura Latini sermonis libri sex, 1524-). Entre los intelectuales y filósofos del siglo posterior destacaron Tomás Moro (primer tercio del siglo XVI) y Francis Bacon (a finales del siglo XVI y comienzos del XVII). Se avanzó hacia la ciencia moderna con el método baconiano, precursor del método científico.
El Book of Common Prayer ("libro de oración común"), cuya primera versión se publicó en 1549, y posteriormente la Authorised Version o King James Version (la "versión autorizada" o "del rey Jaime" de la Biblia), publicada en 1611, tuvieron un perdurable impacto no sólo en cuestiones religiosas, sino en la propia lengua y el pensamiento ingleses.

### Principales autores literarios
- Francis Bacon
- Francis Beaumont
- Francis Hubert[8]
- George Chapman
- Thomas Dekker
- John Donne
- John Fletcher
- John Ford
- Ben Jonson
- Thomas Kyd
- Christopher Marlowe
- Philip Massinger
- Thomas Middleton
- Thomas More
- Thomas Nashe
- William Rowley
- William Shakespeare
- James Shirley
- Philip Sidney
- Edmund Spenser
- John Webster
- Thomas Wyatt
- William Tyndale

## Pintura y escultura

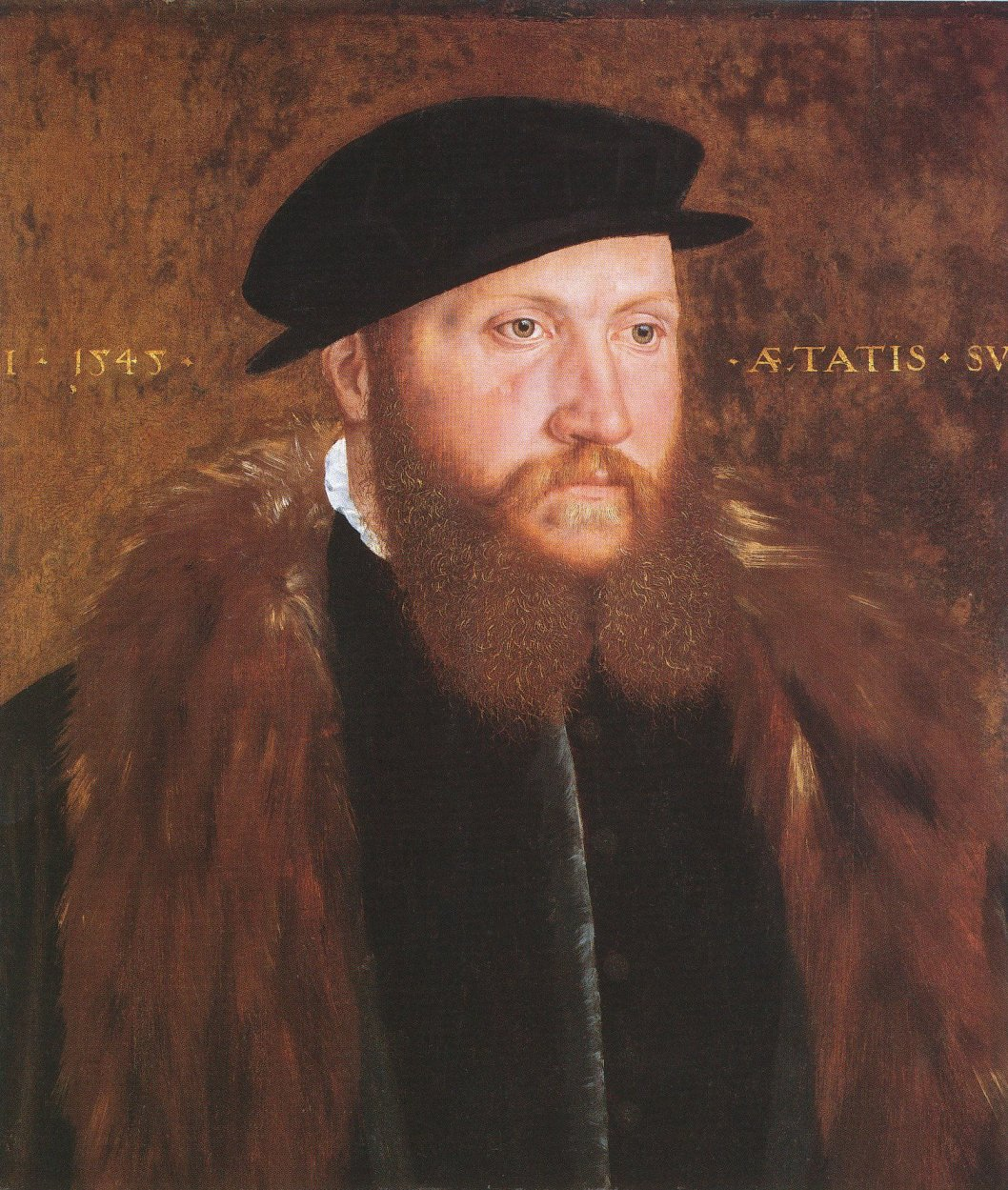
Retrato de hombre con gorro negro, de John Bettes el Viejo, 1545.

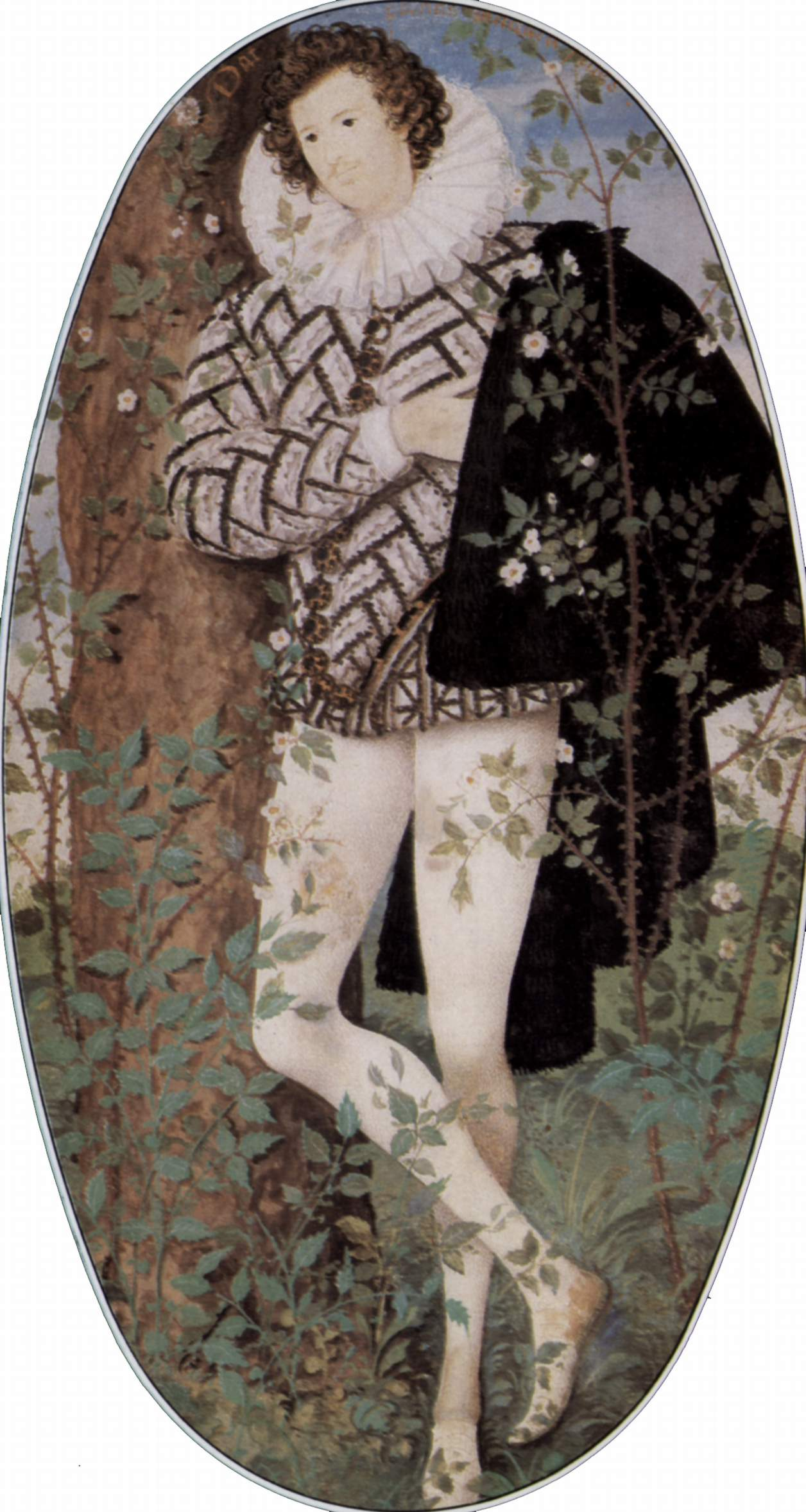
Young Man Among Roses, miniatura de Nicholas Hilliard, ca. 1585-95. Se cree que el retratado es Robert Devereux.

Los maestros locales de la pintura y escultura inglesa tardaron mucho en incorporar las innovaciones del Renacimiento, siendo los artistas de la corte Tudor en su mayoría extranjeros, como las destacadas figuras de Hans Holbein el Joven (su principal seguidor local fue John Bettes el Viejo), Antonio Moro, Hans Eworth William Scrots o Federico Zuccaro. También hubo destacados pintores extranjeros cuyo nombre no se ha conservado, como el llamado Claudia "Maestro de los retratos Brandon", el autor del retrato de Enrique VII (en algunas fuentes se identifica con Michael Sittow) o el autor del retrato de Henry Howard.
Las fases más violentas de la Reforma anglicana produjeron una intensa iconoclastia que destruyó casi todo el arte religioso medieval y cercenó la continuidad de los talleres ingleses de pintura y escultura. La producción pictórica se centró en el retrato, género al que se añadió más adelante el paisaje.
Un rasgo local, que puede considerarse invención inglesa (no se extendió por Europa hasta el siglo XVIII), fue el retrato en miniatura, que esencialmente tomó la técnica de un arte moribundo: la iluminación de manuscritos, y la transfirió a pequelos retratos que se disponían en medallones. El género se desarrolló en Inglaterra por maestros extranjeros, en su mayor parte flamencos, como el fundador de la tradición, Lucas Horenbout, sustituidos a finales del siglo XVI por artistas locales, como Nicholas Hilliard (discípulo de este fue John Bettes el Joven, hijo de Bettes el Viejo) e Isaac Oliver.

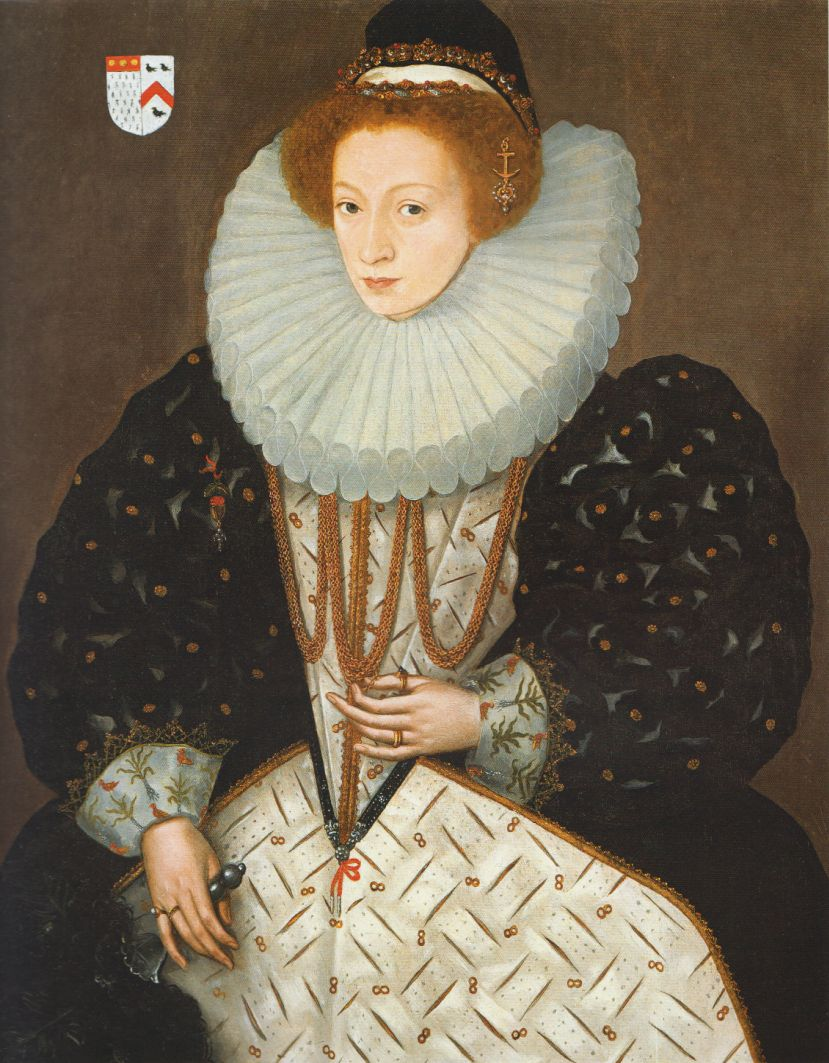
Retrato de Dorothy Okeover, de John Bettes el Joven, ca. 1587.
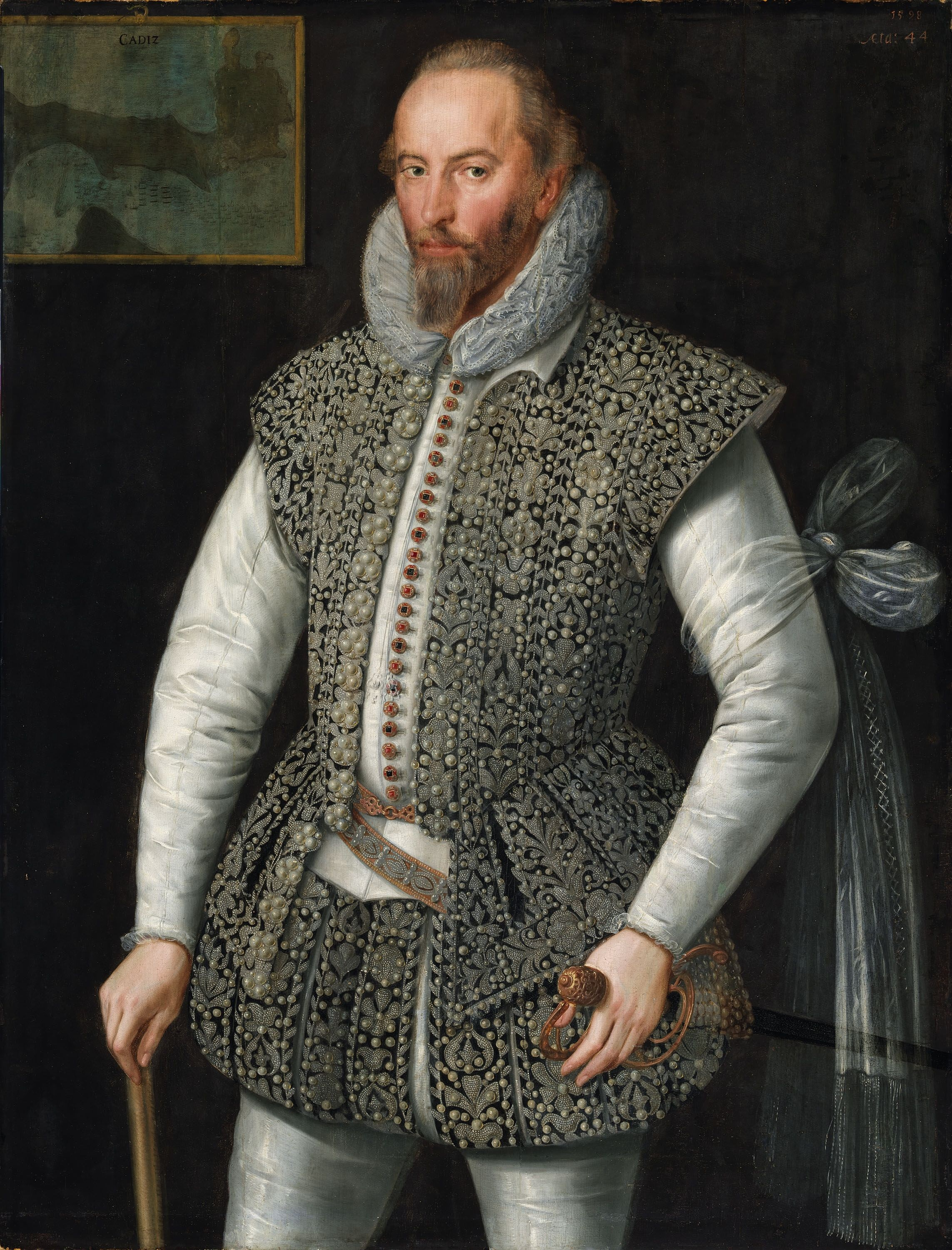
Retrato de Walter Raleigh, de William Segar, 1598.
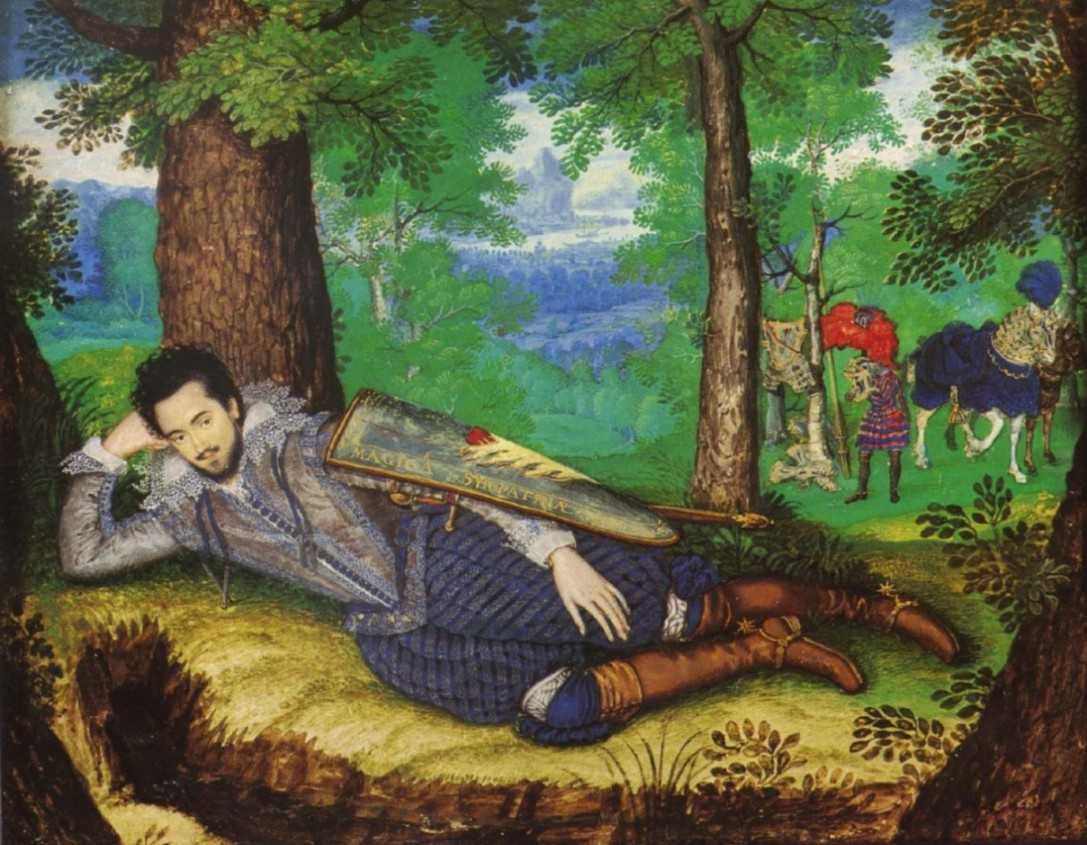
Edward Herbert de Cherbury, retrato en miniatura por Isaac Oliver, ca. 1602-1617.

Los retratos de Isabel I de Inglaterra fueron controlados estrictamente, desarrollándose un estilo icónico no realista que persistió en el tiempo.

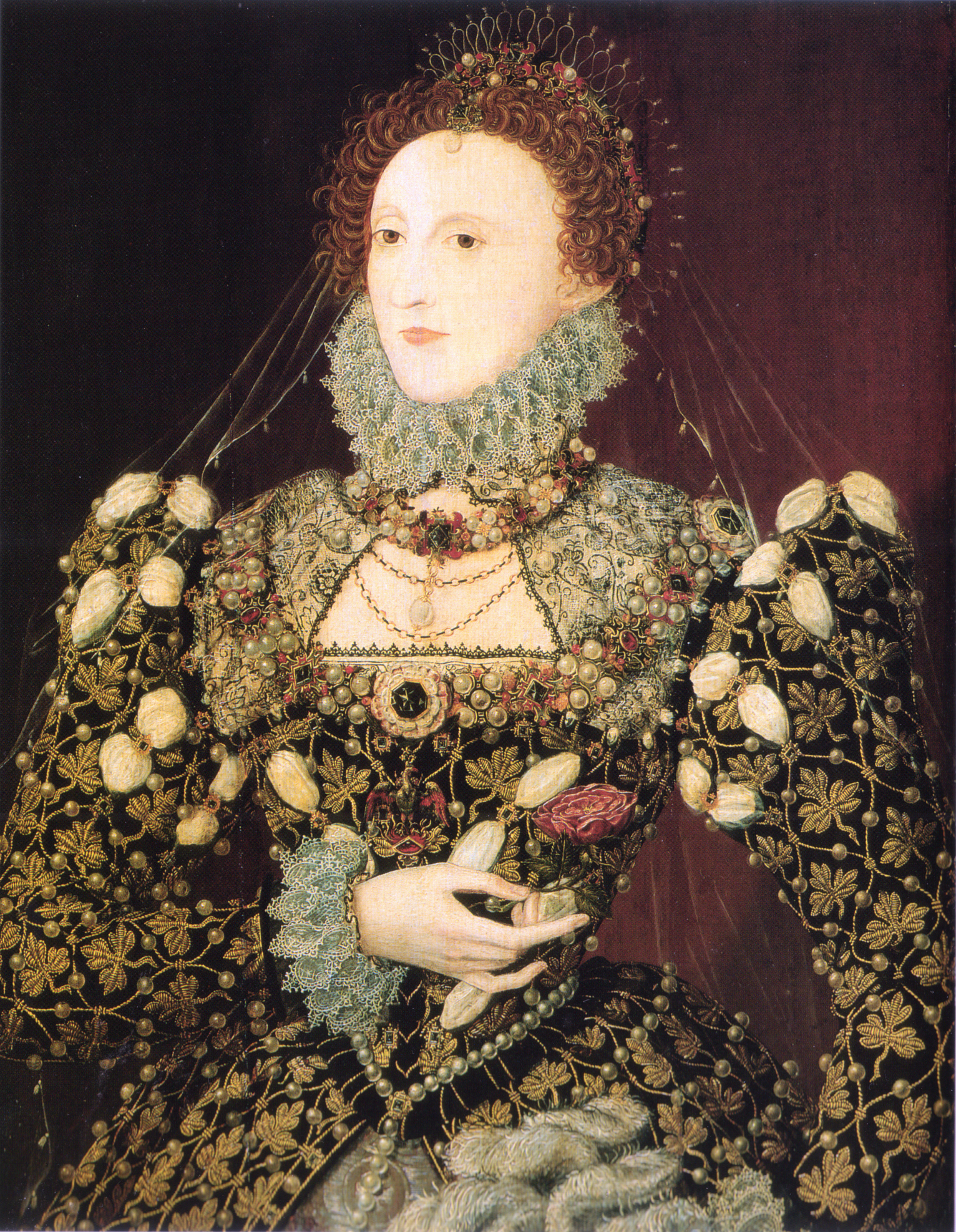
El llamado "Retrato Phoenix",[20] atribuido a Nicholas Hilliard, 1575.
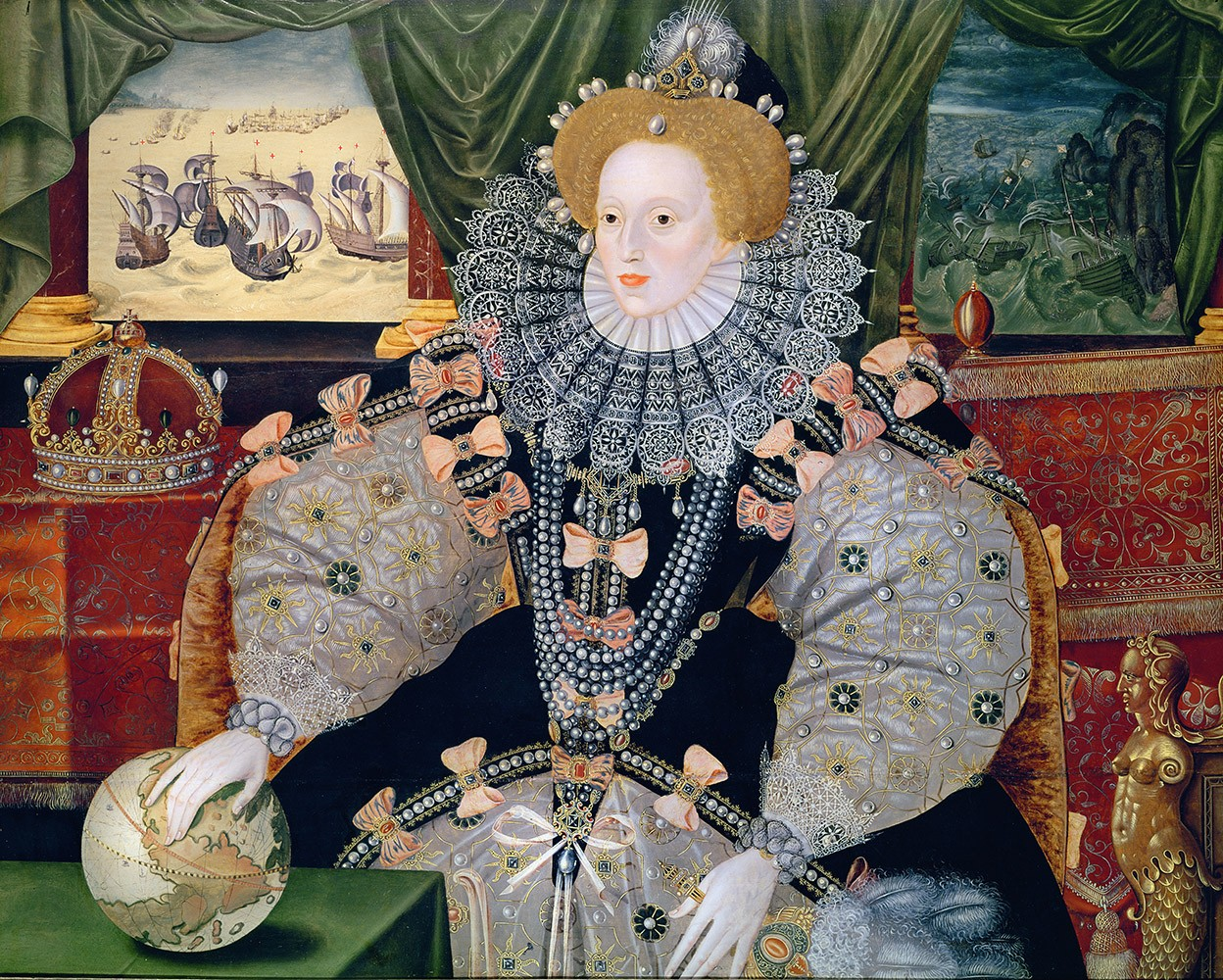
El llamado "Retrato de la Armada" (Armada Portrait), de artista desconocido, 1588.
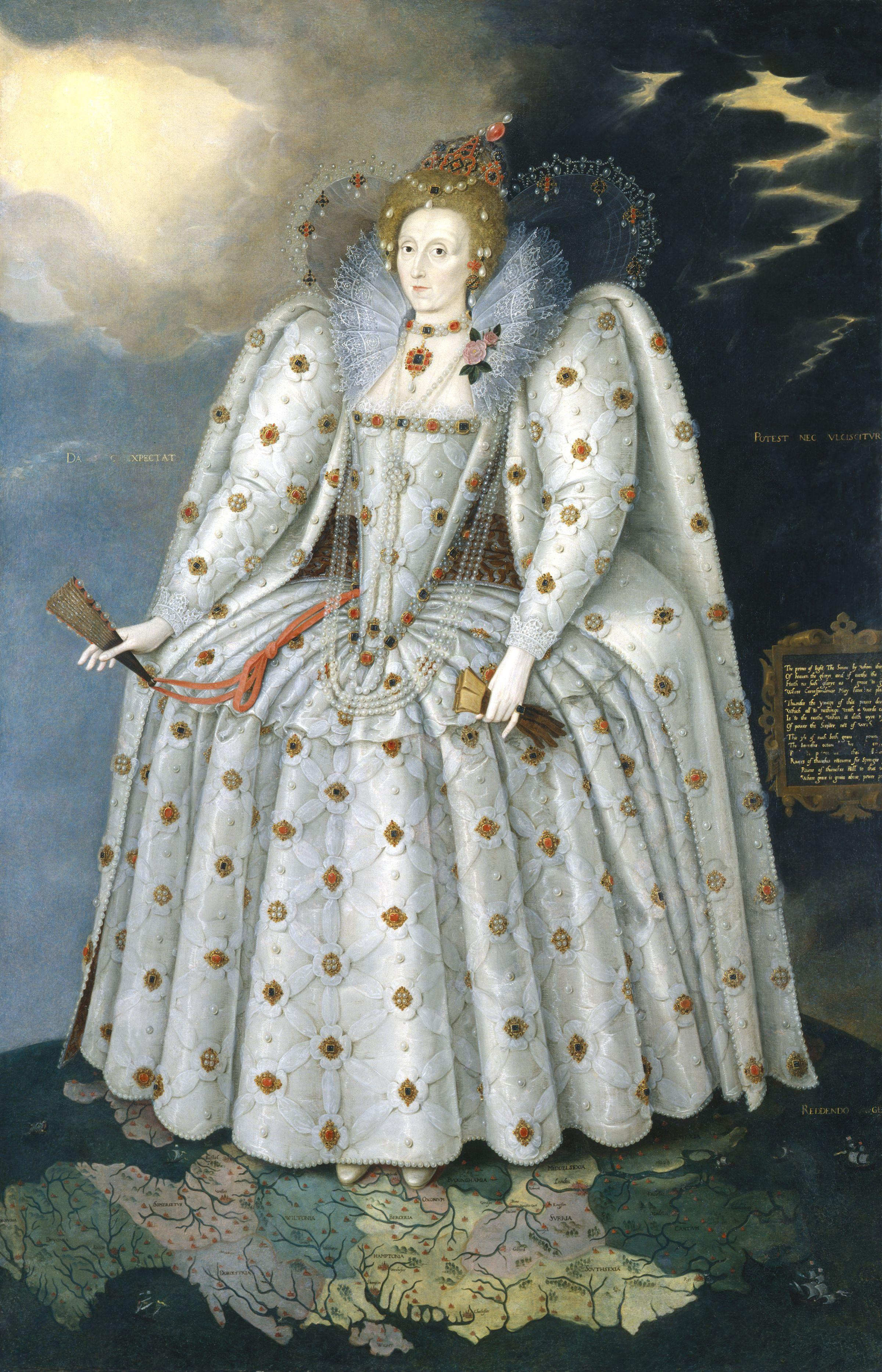
El llamado "Retrato Ditchley",[21] de Marcus Gheeraerts el Joven,[1] c. 1592.

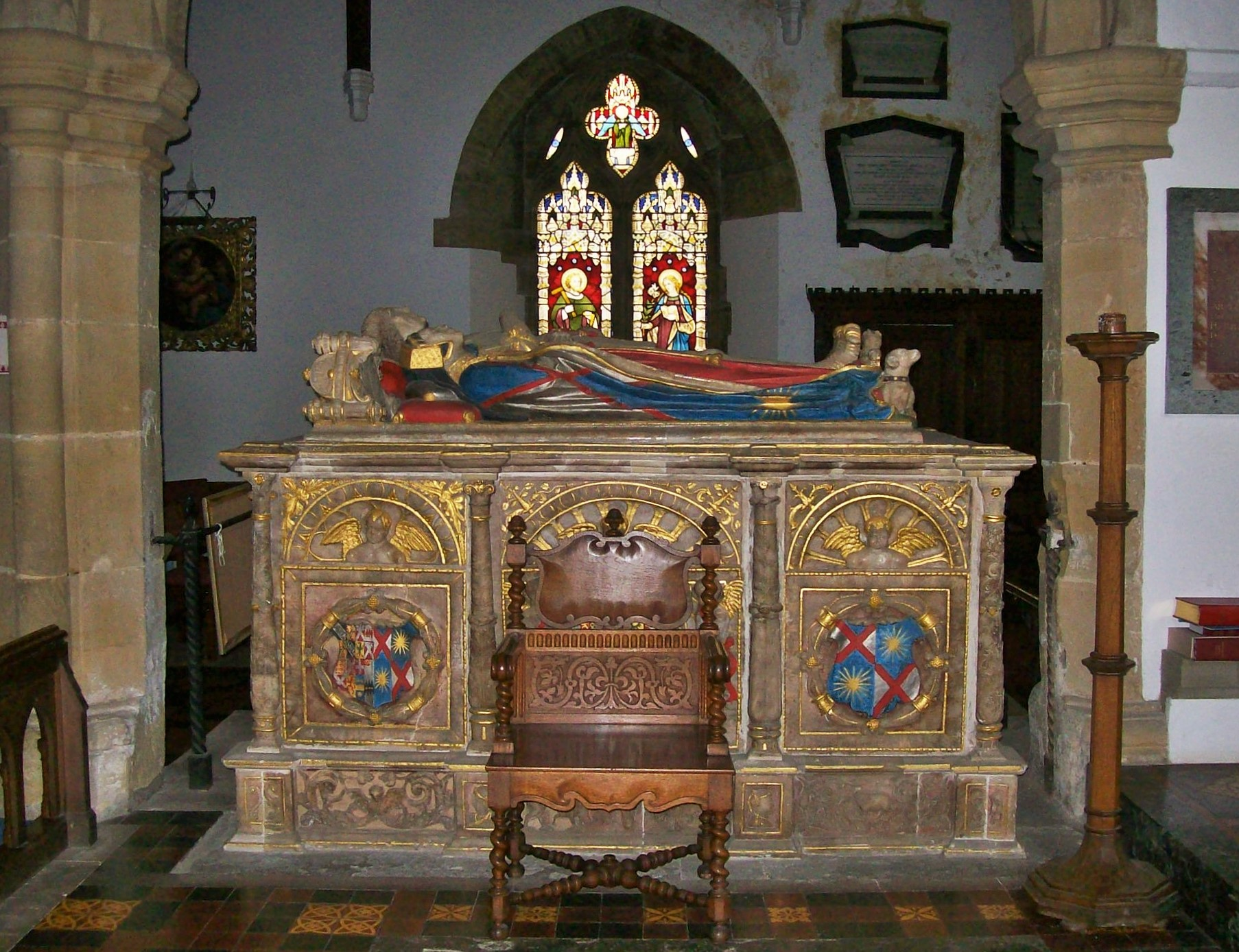
Sepulcro de Browne, en Battle.

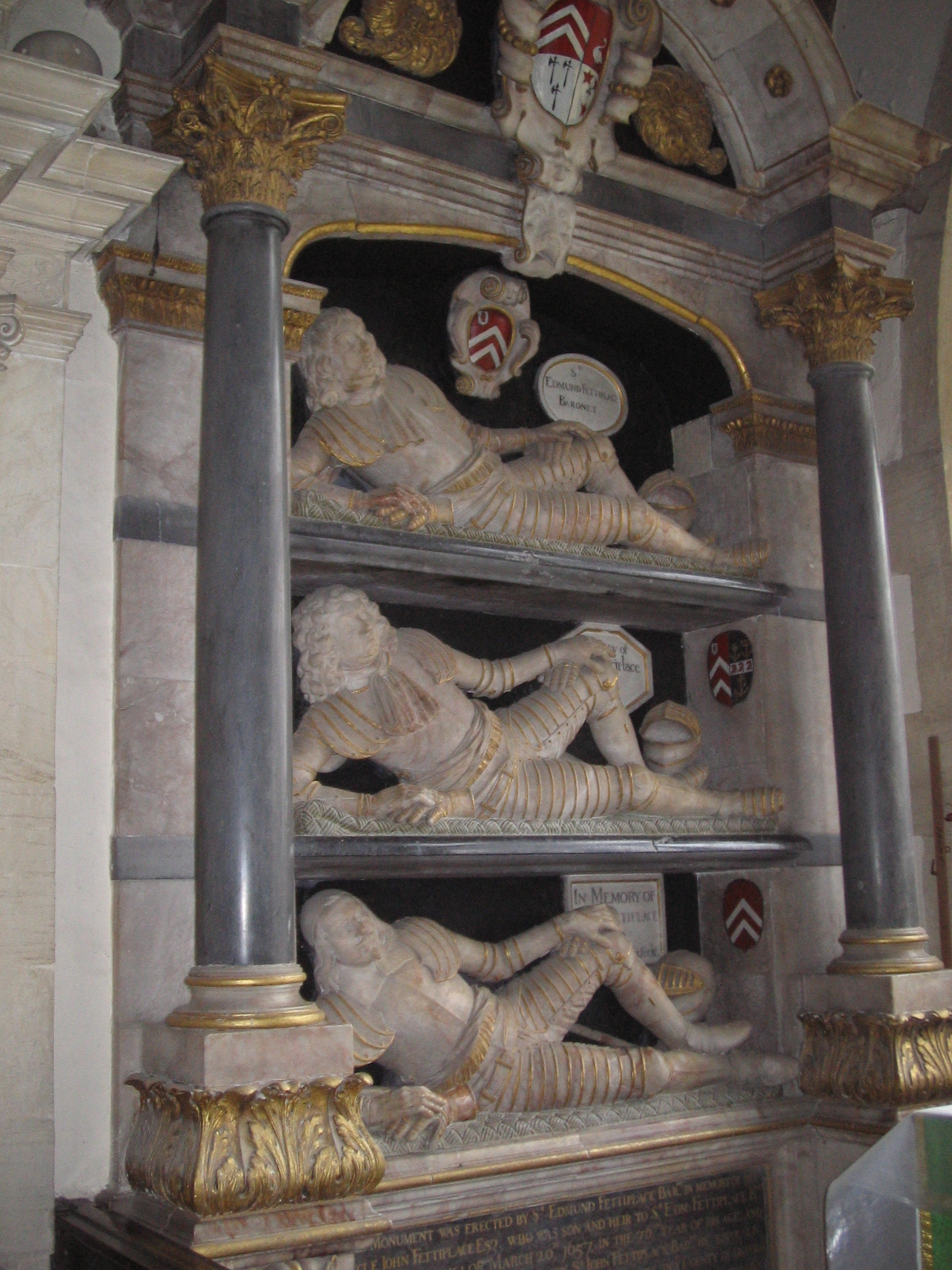
Monumento funerario de los Fettiplace en la iglesia parroquial de Santa María de Swinbrook.

La escultura italiana se introdujo por Pietro Torrigiano, llamado a Inglaterra por Enrique VII y el Cardenal Wolsey. Realizó el sepulcro del Doctor Young (1512) y el de Enrique VII e Isabel de York en la Abadía de Westminster (1512-1519). Giovanni da Majano realizó medallones de terracota policromada y el techo del apartamento del Cardinal Wolsey en Hampton Court (a partir de 1521). Los monumentos funerarios locales comenzaron a imitar el estilo italiano (sepulcros de los Fitzwilliam en Tickhill, ca. 1525; sepulcros de Sir Anthony y Lady Browne en Battle, ca. 1540-1548). Los techos de Hampton Court o el coro alto de la capilla del King's College de Cambridge (1532-1536) utilizan la decoración de arabescos, follaje y otros motivos renacentistas, pero con elementos estructurales aún góticos (de forma similar al denominado estilo Luis XII en Francia). La abolición de los monasterios y la prohibición de imágenes (con Eduardo VI) confinó a los escultores a tareas decorativas y a los monumentos funerarios. Bajo el reinado de Isabel, escultores alemanes y holandeses introdujeron el Renacimiento nórdico (chimeneas monumentales de Knole, Longford, Hatfield), haciéndose más clásica la forma de los sepulcros y la decoración más rígida, en ocasiones pesada (sepulcros de los Fetiplace en Swenecombe, 1562, y de Sir Richard Pecksall en Westminster, 1571). También trabajaron en Inglaterra Benedetto y Giovanni da Maiano.

## Música
La música inglesa del Renacimiento estuvo más en contacto con las innovaciones continentales que el arte visual; y pudo sobrevivir a la Reforma con relativo éxito, a pesar de que William Byrd y otras figuras principales fueran católicos. El madrigal isabelino se diferenció, aunque relacionado, con la tradición italiana. Entre los más destacados compositores estuvieron Thomas Tallis, Thomas Morley y John Dowland.

## Arquitectura

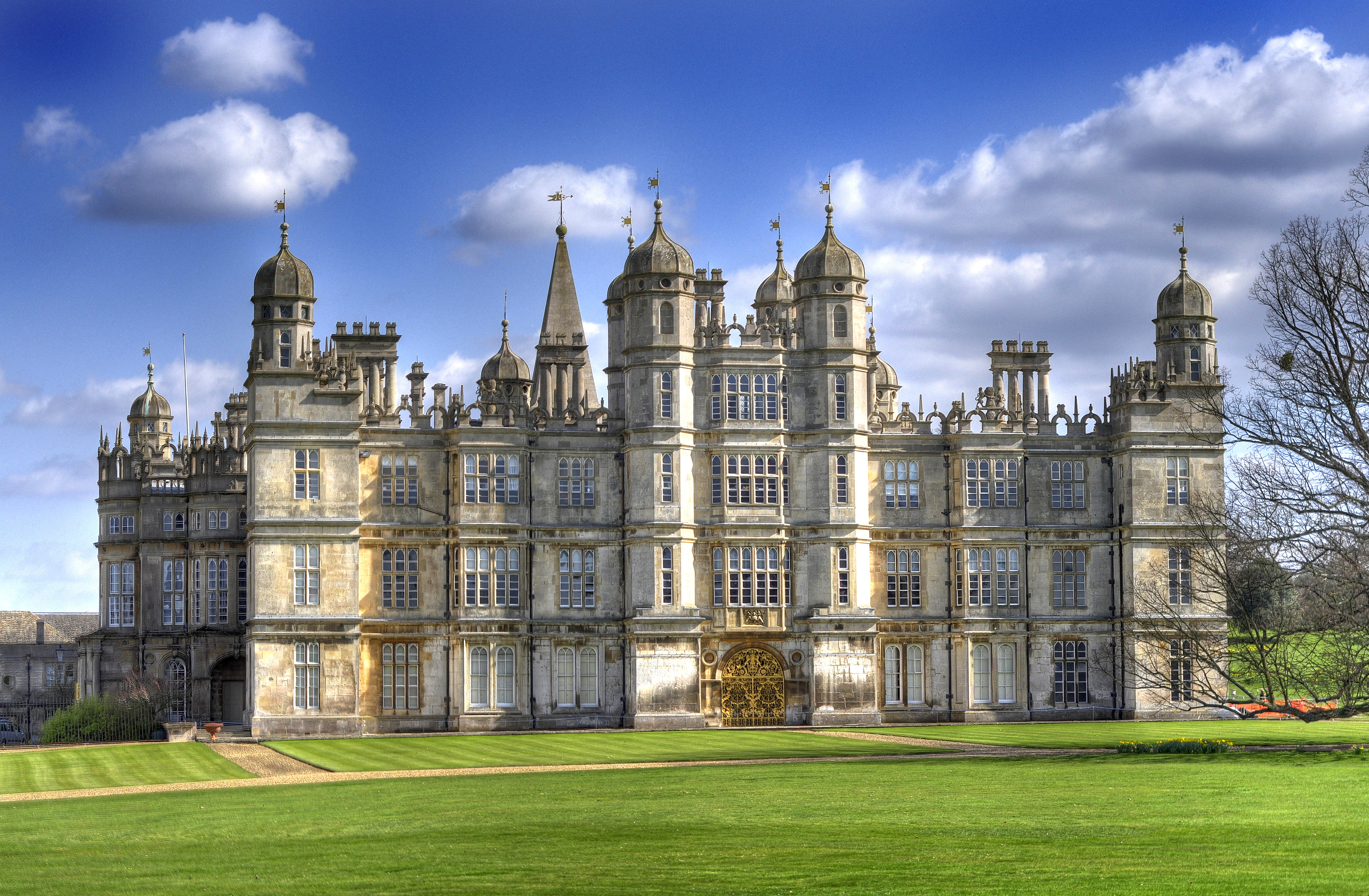
Burghley House.

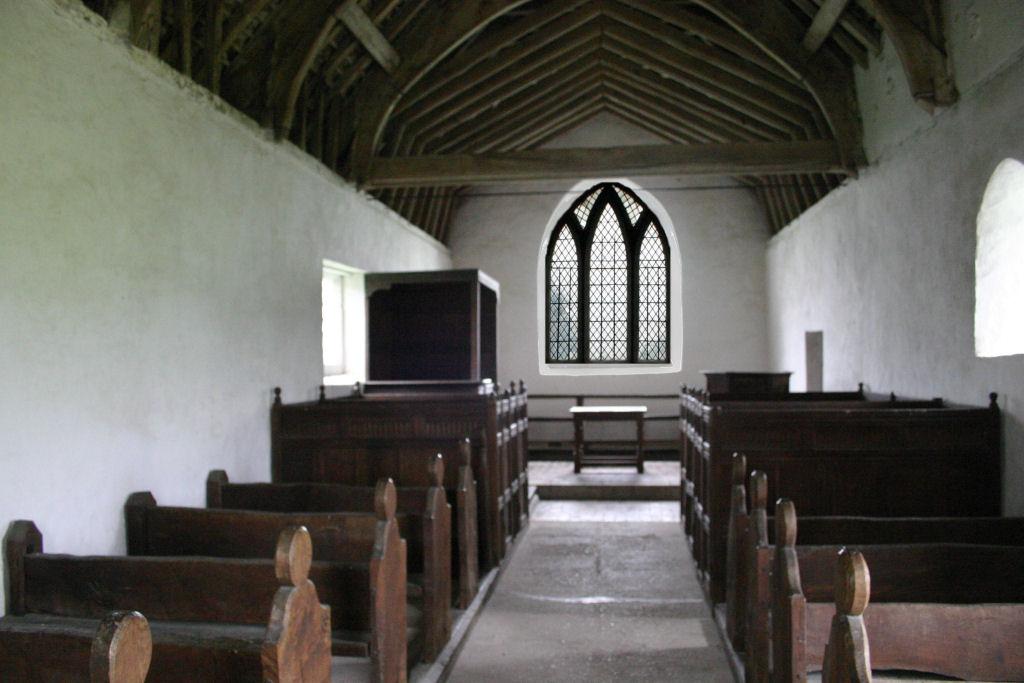
Langley Chapel.

A pesar de que puede verse algún rasgo renacentista en ciertos edificios de época de Enrique VIII, como Hampton Court Palace, el desaparecido Nonsuch Palace, Sutton Place y Layer Marney Tower, el denominado "estilo Tudor" es esencialmente tardogótico. De los mayores palacios londinenses (Whitehall y Westminster) no queda prácticamente nada de lo que fueron en el siglo XVI. Más tardía, ya en estilo palladiano, es la Banqueting House (Íñigo Jones, 1619-1622).
No fue hasta la arquitectura isabelina de finales del siglo XVI que surgió un verdadero Renacimiento en la arquitectura de Inglaterra; y su directa influencia no vino de Italia sino del Norte de Europa. Las obras principales fueron grandes show houses o prodigy houses construidas para la aristocracia, caracterizadas por grandes vanos acristalados (Hardwick Hall, more glass than wall -"más cristal que muro"-), como la citada Hardwick Hall, Wollaton Hall, Hatfield House y Burghley House. El estilo continuó hasta comienzos del siglo XVII, cuando entroncó con la arquitectura jacobina. Más reducidas, pero también de buen tamaño, residencias como Little Moreton Hall continuaron construyéndose en estilo esencialmente medieval (half-timbered) hasta finales del XVI. La arquitectura religiosa continuó siendo gótica hasta la Reforma, periodo en el que la actividad constructiva se detuvo casi completamente, aunque monumentos funerarios, coros y otros elementos datados a mediados del siglo XVI solían hacerse en estilo clásico. Las escasas iglesias construidas en la época se hicieron en estilo gótico, como Langley Chapel (1601).

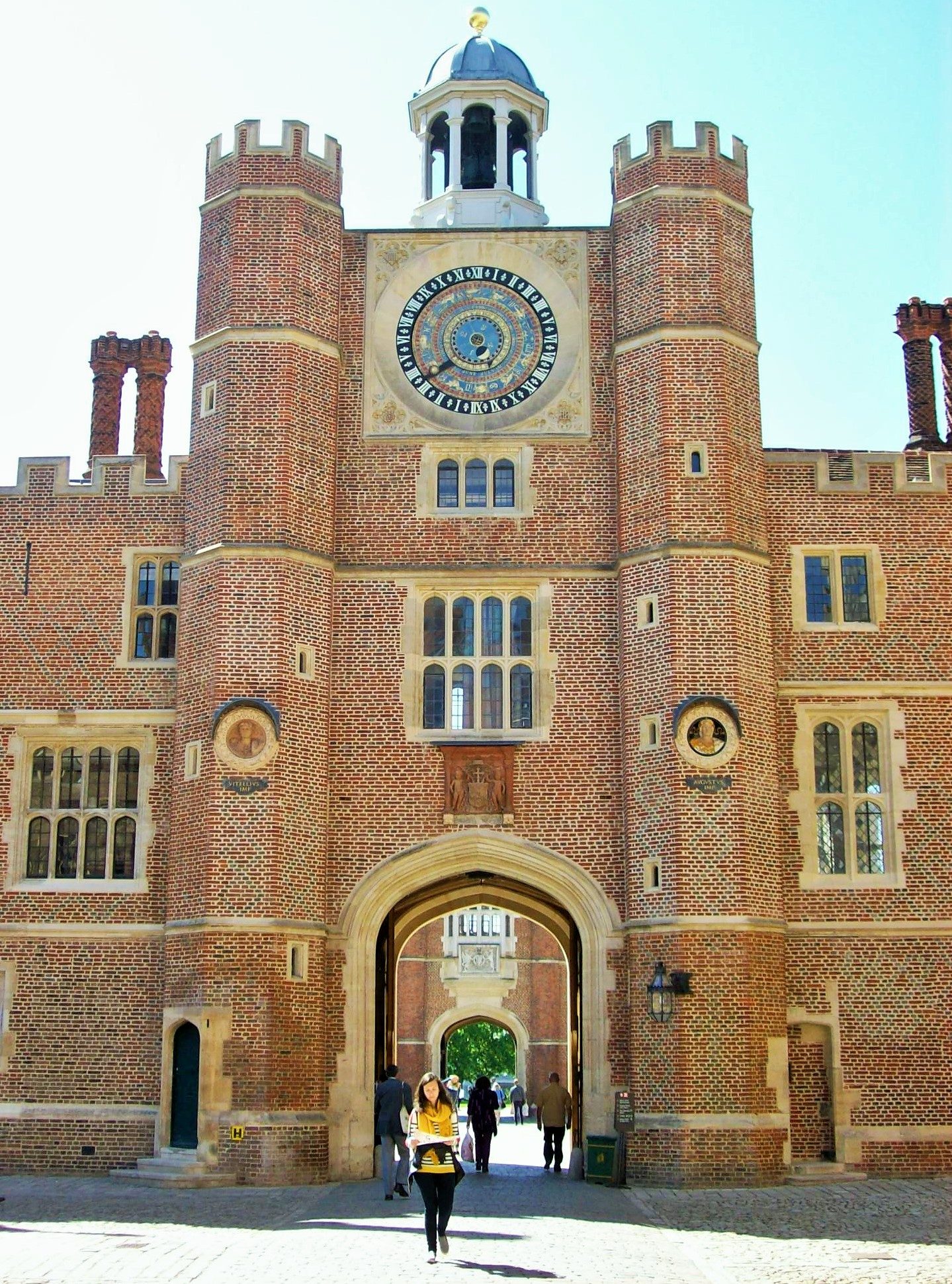
Puerta de Ana Bolena y Torre del Rejoj en Hampton Court.
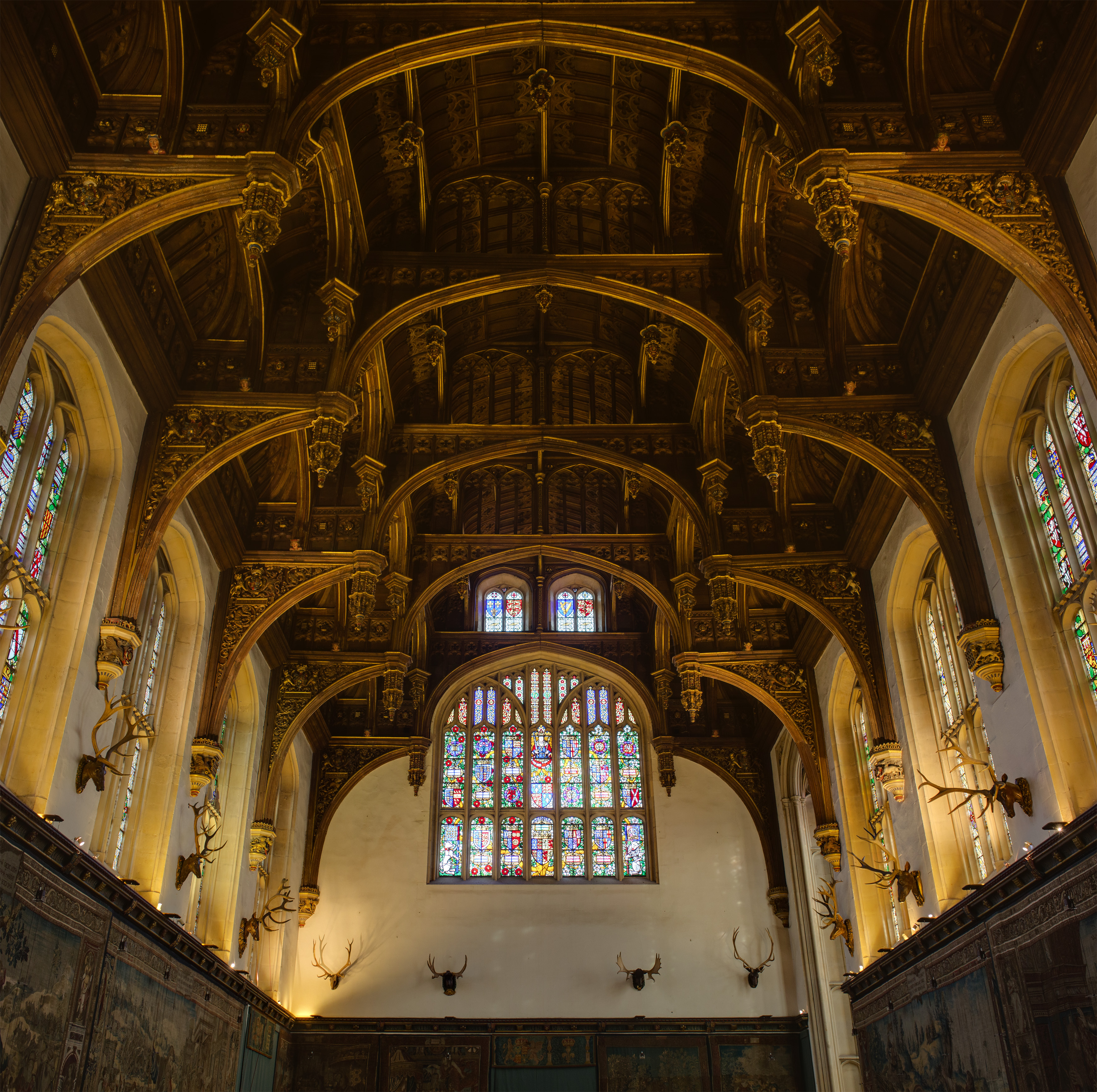
Techo del Great Hall de Hampton Court.
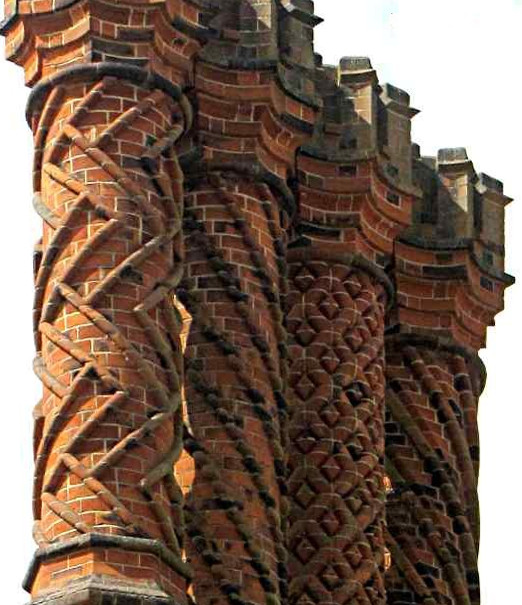
Chimeneas de "estilo Tudor" en Hampton Court.
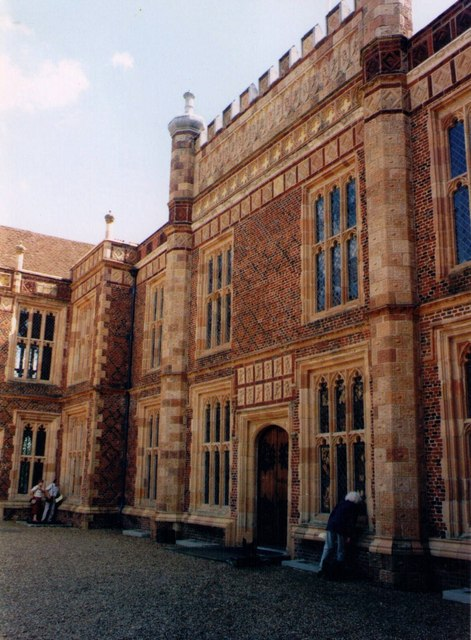
Sutton Place.
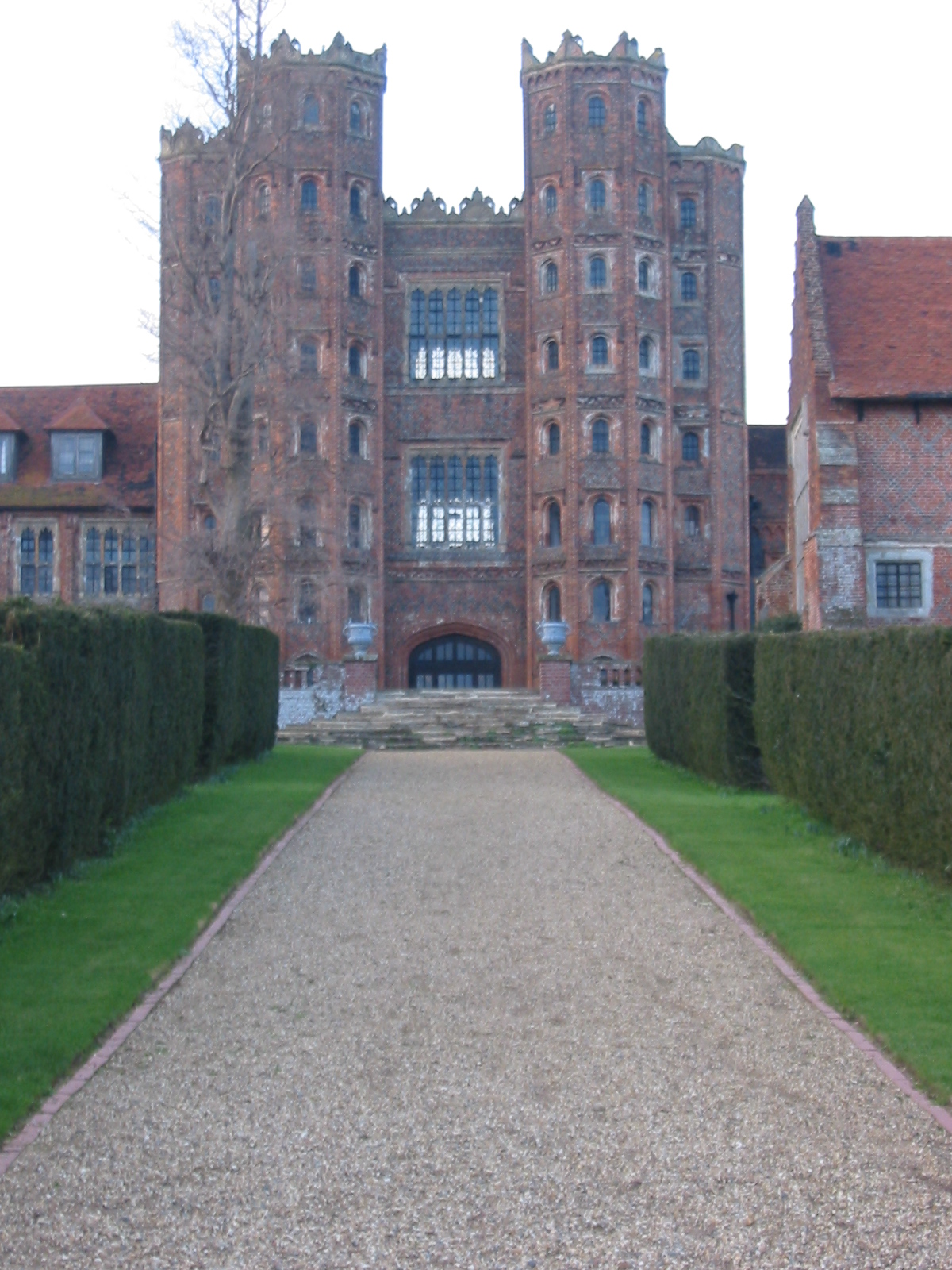
Layer Marney Tower.

## Crítica al concepto
Independientemente de la evidencia de que bajo la Casa Tudor hubo un florecimiento de las artes y la literatura en Inglaterra, culminando en la época isabelina con Shakespeare y sus contemporáneos, se cuestiona lo apropiado de la denominación de este periodo como "Renacimiento". El término, inicialmente aplicado a Italia, deriva de un uso muy posterior, que se populariza a partir de la obra de Jacob Burckhardt (siglo XIX). El propio concepto se ha sometido a crítica por la historia cultural, algunos de cuyos historiadores proponen que el presunto "Renacimiento inglés" no tiene vínculos reales con los logros artísticos y propósitos de los artistas italianos y sus producciones visuales. Desde la perspectiva de la historia de la literatura, podría remontarse 200 años antes de Shakespeare, a las últimas décadas del siglo XIV. El uso del idioma inglés de su época (Middle English) por Geoffrey Chaucer como lengua literaria alternativa al latín sólo es medio siglo posterior al esfuerzo similar que realizó Dante Alighieri con el italiano. El propio Chaucer tradujo obras de Boccaccio y Petrarca. Al mismo tiempo, William Langland, autor de Piers Plowman, y John Gower también escribían en inglés. En el siglo XV, Thomas Malory (autor de Le Morte D'Arthur), John Lydgate, y Thomas Hoccleve son figuras notables. Estos ejemplos llevan a algunos autores a cuestionar la singularidad del periodo denominado "Renacimiento inglés"; C. S. Lewis, profesor de Literatura Medieval y Renacentista en Oxford y Cambridge, hizo famosa una frase que dirigió a un colega: había "descubierto" que no hubo Renacimiento inglés y que, de haberlo habido, "no tuvo efecto en cualquier caso".[cita requerida]
También se propone que la palabra "Renacimiento" está innecesariamente cargada con implicaciones positivas, lo que supone un desprecio de lo medieval. Desde una perspectiva "de género" se ha llegado a preguntar "Renacimiento ¿para quién?",[cita requerida] señalando que el estatus social de las mujeres empeoró.
Es mucho más frecuente en la reciente historiografía anglosajona el uso del concepto Early Modern (equivalente al periodo que la historiografía europea continental denomina "Edad Moderna", puesto que en la tradición historiográfica inglesa no se diferencia la Edad Contemporánea -Late Modern-), que destaca el carácter transicional hacia el "mundo moderno", con menores connotaciones positivas o negativas.
Para Oscar Wilde, el "Renacimiento inglés" era el que veía producirse en su propia época, la segunda mitad del siglo XIX, con los prerrafaelitas y el movimiento Arts and Crafts:

Las verdades del arte no pueden ser enseñadas: sólo son reveladas, reveladas a temperamentos que se han tornado receptivos a todas las bellas impresiones por medio del estudio y de la adoración de las cosas hermosas. Y de ahí la enorme importancia asignada a las artes decorativas en nuestro Renacimiento inglés; de ahí esa maravilla de dibujo que brota de la mano de Edward Burne-Jones, ese tejer de tapices y ese colorear de vidrios; ese hermoso trabajo en arcilla, metal y madera que le debemos a William Morris, el más grande de los artesanos que hayamos tenido en Inglaterra desde el siglo XIV. Por eso. en los años futuros, nada habrá en la casa de un hombre que no le haya proporcionado placer a su creador y no le proporcione placer a quien lo use.
El renacimiento inglés del arte, 1882.